# 伊麗莎白市縣
伊麗莎白市縣是一個現在絕種的縣,在東維吉尼亞。最初在1634年為伊麗莎白河郡, (亦稱為伊麗莎白市郡)是八個英國國王命令要組成維吉尼亞的殖民地的一個郡。1636年被細分,短時間以後給改名為伊麗莎白市縣。

## 外部連結
- http://www.virginiaplaces.org/vacount/elizaco.html （页面存档备份，存于）
- https://web.archive.org/web/20041217224246/http://www.hampton.va.us/police/about_us/about_division.html